# フレドリック・レーン
フレドリック・レーン（Fredric George Lehne、1959年2月3日 - ）は、アメリカ合衆国の俳優。ニューヨーク州バッファロー出身。
テレビドラマ『LOST』のケイトを逮捕するエドワード・マーズ保安官役や、『スーパーナチュラル』のウィンチェスター一家にとって因縁の悪魔アザゼル役で知られる。

## 主な出演作品

### 映画
- チャンス Being There (1979)
- フォクシー・レディ Foxes (1980)
- 普通の人々 Ordinary People (1980)
- ジョージア・ソング Coward of the County (1981) テレビ映画
- 愛は沈黙を越えて Love is Never Silent (1985) テレビ映画
- ビリオネア・クラブ Billionaire Boys Club (1987) テレビ映画
- L.A.アンタッチャブル Man Against the Mob (1988) テレビ映画
- ハイウェイポリス91 Terror on Highway 91 (1989) テレビ映画
- 悪魔の棲む家・完結編 Amityville 4: The Evil Escapes (1989) テレビ映画
- 拳銃貸します This Gun for Hire (1991) テレビ映画
- デッドリー・ゲーム/復讐の標的 Deadly Game (1991) テレビ映画
- 水曜日に抱かれる女 Dream Lover (1993)
- 未確認生命体 MAX/マックス Man's Best Friend (1993)
- コン・エアー Con Air (1997)
- メン・イン・ブラック Men in Black (1997)
- インフェルノ Inferno (1998) テレビ映画
- フォートレス2 Fortress 2 (2000)
- マリン・クラッシュ Submerged (2000)
- キラー・モンキーズ Terror Tract (2000)
- オクトパス in N.Y. Octopus 2: River of Fear (2001)
- スーパーノヴァ Supernova (2005) テレビ映画、クレジットなし
- ダークナイト ライジング The Dark Knight Rises (2012)
- ゼロ・ダーク・サーティ Zero Dark Thirty (2012)
- コンテンダー The Runner (2015)
- タルーラ 〜彼女たちの事情〜 Tallulah (2016)
- グレイテスト・ショーマン The Greatest Showman (2017)
- タミー・フェイの瞳 The Eyes of Tammy Faye (2021)

### テレビドラマ
- 愛と哀しみの樹/スタッズ・ロニガン物語 Studs Lonigan (1979) ミニシリーズ
- ダラス Dallas (1984-1985)
- ジェシカおばさんの事件簿 Murder, She Wrote (1987, 1996)
- 大統領選スキャンダル/野望の銃弾 Favorite Son (1988) ミニシリーズ
- チャイナ・ビーチ China Beach (1988-1989)
- FBI特別捜査官 Mancuso, FBI (1989-1990)
- ワイズ・ガイ/潜入捜査官 Wiseguy (1990)
- フロム・ジ・アース/人類、月に立つ From the Earth to the Moon (1998) ミニシリーズ
- X-ファイル The X-Files (1998-1999)
- CSI:科学捜査班 CSI: Crime Scene Investigation (2001, 2009)
- 犯罪捜査官ネイビーファイル JAG (2002-2004)
- LOST Lost (2004-2010)
- ゴースト 〜天国からのささやき Ghost Whisperer (2006-2007)
- スーパーナチュラル Supernatural (2006-2010)
- クリミナル・マインド FBI行動分析課 Criminal Minds (2008, 2017)
- LAW & ORDER:性犯罪特捜班 Law & Order: Special Victims Unit (2009-2013)
- RUBICON 陰謀のクロスワード Rubicon (2010)
- ビッグ・ラブ Big Love (2011)
- アメリカン・ホラー・ストーリー American Horror Story (2012)
- ボードウォーク・エンパイア 欲望の街 Boardwalk Empire (2013)
- クライシス・完全犯罪のシナリオ Crisis (2014)
- ブルーブラッド 〜NYPD家族の絆〜 Blue Bloods (2014-2015)
- シカゴ・ファイアー Chicago Fire (2015)
- 狼の食卓 Feed the Beast (2016)
- クワンティコ/FBIアカデミーの真実 Quantico (2017)
- HOMELAND Homeland (2018)
- 運命の7秒 Seven Seconds (2018)
- ミスター・メルセデス Mr. Mercedes (2018)
- イエローストーン (2018)
- デクスター: ニューブラッド Dexter: New Blood (2021)
- エルズベス Elsbeth (2024)